# Cheyenne (Jason Derulo)
Cheyenne è un singolo del cantante statunitense Jason Derulo, il secondo estratto dal quarto album in studio Everything Is 4, pubblicato il 30 giugno 2015.

## Il brano
Cheyenne è stata scritta dallo stesso Derulo, in collaborazione con Ian Kirkpatrick, Martin Robbins, Jason Evigan e The Monsters and the Strangerz, e prodotto da questi ultimi insieme a Ian Kirkpatrick.
La canzone ha venduto circa 120 000 copie in negli Stati Uniti.

### Stile musicale
Il brano presenta un'unione tra uno stile dance moderno ispirato a quello degli anni '80, e uno stile urban con diverse sfumature synth-funk. Billboard ha trovato nel brano un'ispirazione a diversi lavori del cantante hawaiano Bruno Mars.

## Video musicale
Il video musicale del brano è stato reso disponibile l'1 di luglio del 2015, ed è un video musicale a sfondo horror, con forti ispirazioni ai video musicali di Michael Jackson, ed al film The Ring.
Il video è ambientato in una villa deserta. Inizia con Derulo privo di sensi che si risveglia legato mani e piedi a una sedia. Qui si avvicina a lui una figura femminile che indossa un vestito rosso e il cui volto è coperto dai lunghi dreadlock neri. Appena la vede Derulo inizia a divincolarsi furiosamente e si getta all'indietro rompendo la sedia. Qui si ritrova su un letto di raso rosso, dal quale escono delle braccia femminili che lo immobilizzano. La figura femminile si sdraia su di lui e lo seduce. Successivamente il cantante viene trasportato in una sala da pranzo, seduto al capo di un lungo tavolo con addosso una camicia bianca. Dall'altra parte del tavolo siede un altro Derulo vestito come lui. La donna ricompare accanto all'altro Derulo, e mentre il vero Derulo osserva la scena, lei seduce la copia, che ha gli occhi completamente neri. Derulo, infuriato, rovescia il tavolo e si dà alla fuga. La donna lo segue fino a un pianerottolo della villa, dove fa crollare il pavimento per impedirgli di fuggire, ma Derulo riesce lo stesso a saltare oltre il buco e corre via. Si ferma in una stanza dove trova delle foto della donna, alle quali dà fuoco.

## Classifiche
| Classifica (2015) | Posizione massima |
| ----------------- | ----------------- |
| Australia         | 25                |
| Belgio (Fiandre)  | 6                 |
| Belgio (Vallonia) | 6                 |
| Canada            | 40                |
| Irlanda           | 84                |
| Israele           | 1                 |
| Paesi Bassi       | 38                |
| Stati Uniti       | 66                |
| Ungheria          | 12                |